# Сирт (Турска)
Сирт (тур. Siirt) је град у Турској у вилајету Сирт. Према процени из 2009. у граду је живело 127.327 становника.

## Становништво
Према процени, у граду је 2009. живело 127.327 становника.
| 1990.  | 2000.  |
| ------ | ------ |
| 68.320 | 98.281 |